# Andrzej Komor
 Andrzej Komor  (ur. 1952, zm. 3 marca 1991 w Colorado Springs) – polski i amerykański biomechanik.

## Życiorys
Absolwent Mechaniki Stosowanej na Wydziale Mechanicznym Energetyki i Lotnictwa Politechniki Warszawskiej. Po ukończeniu studiów podjął pracę w Instytucie Sportu w Warszawie, gdzie kierował zespołem zajmującym się biomechaniką sportu a ściślej zastosowaniem symulacji komputerowej do biomechaniki. Tu także bronił pracę doktorską u prof. dr hab. inż. Janusza Morawskiego pod tytułem „Próba matematycznej optymalizacji wyczynowych technik ruchu w podnoszeniu ciężarów”. Jego głównym obszarem zainteresowania stała się biomechanika, a zwłaszcza biomechanika w sporcie. Prace jego zdobyły znaczące zainteresowanie i wkrótce wyjechał na stypendium do Instytutu Sportu w Rzymie. Następnie otrzymał propozycje pracy na Uniwersytecie Kalifornijskim w Davis i Los Angeles oraz w Centrum Olimpijskim w Colorado Springs, gdzie rozpoczął innowacyjny projekt budowy tunelu aerodynamicznego.
W roku 1985 z inicjatywy dr inż. Andrzeja Komora na zmówienie włoskiej firmy lotniczej opracowano, wykonano i przeprowadzono badania spadochronu z napędem silnikowym – PARAFAN. Była to w tym czasie druga tego typu konstrukcja na świecie, a zastosowane tu rozwiązania konstrukcyjne zostały opatentowane.
Zginął 3 marca 1991 w katastrofie lotu United Airlines 585. Wracał z Denver, ze spotkania z Agencją  NASA dotyczącego zaprojektowania i budowy ww. tunelu aerodynamicznego.
Po śmierci Andrzeja Komora dla podkreślenia jego dokonań, ustanowiony został konkurs i nagroda jego imienia dla młodych naukowców za prace wygłaszane na kongresach i sympozjach z zakresu symulacji komputerowej w biomechanice.